# Koskowice
Koskowice is een plaats in het Poolse district  Legnicki, woiwodschap Neder-Silezië. De plaats maakt deel uit van de gemeente Legnickie Pole en telt 360 inwoners.